# August Ruhs
August Ruhs (* 1946 in Graz) ist ein österreichischer Psychiater, Psychoanalytiker, Gruppenpsychoanalytiker und Psychodramatiker mit Lehrtätigkeit an der Universität Wien, an der Medizinischen Universität Wien, an der Wiener Psychoanalytischen Akademie und im Wiener Arbeitskreis für Psychoanalyse.

## Biographie
August Ruhs  studierte in Graz Medizin und Psychologie und war während dieser Zeit Stipendiat an der „Menninger Foundation/School of Psychiatry“ in Topeka, USA (1969) sowie an der „Clinique Universitaire Sainte-Anne“ in Paris (1969–1970). 
Nach Abschluss des Medizinstudiums begann er eine Facharztausbildung in Psychiatrie und Neurologie an der Univ.-Nervenklinik Graz und absolvierte eine Ausbildung in Psychoanalyse sowie in Psychodrama und Gruppenpsychoanalyse. 1976 – 1979 war er Assistenzarzt an der „Hardtwaldklinik II für psychogene Erkrankungen“ in Bad Zwesten (BRD), wo er die Zusatzbezeichnung „Psychotherapie“ der Deutschen Ärztekammer und das Diplom „Psychodrama-Lehrtherapeut“ des Moreno-Instituts Überlingen erwarb. Ab 1979 war er als Therapeut im psychotherapeutischen Ambulatorium der Wiener Gebietskrankenkasse tätig und trat 1983 in die Wiener „Univ.-Klinik für Psychoanalyse und Psychotherapie“ (damals Institut für Tiefenpsychologie und Psychotherapie der Universität Wien) ein.
Bis 2010 hatte er dort die Funktion des stellvertretenden Vorstandes bzw. von 2010 bis 2011 die Funktion des interimistischen Leiters inne.  
1980 eröffnete er eine psychoanalytisch-psychotherapeutische Privatpraxis, war von 1984 bis 1986 Leiter der Fachsektion Psychodrama im Österreichischen Arbeitskreis für Gruppentherapie und Gruppendynamik (ÖAGG), wurde 1990 Lehranalytiker des Wiener Arbeitskreises für Psychoanalyse und leitete von 1991 bis 1993 die Fachsektion Gruppenpsychoanalyse im ÖAGG. Seit 2007 ist er Vorsitzender des Wiener Arbeitskreises für Psychoanalyse (IPV).
Ruhs ist Mitbegründer der Neuen Wiener Gruppe / Lacan-Schule, Gründungsmitglied der internationalen Assoziation für die Freudsche Psychoanalyse (AFP) und Mitbegründer der Tiefenpsychologisch/Psychoanalytischen Dachgesellschaft. Von 1999 bis 2003 und wiederum seit 2013 Vorstandsmitglied der Wiener Sigmund-Freud-Gesellschaft. Seit 2007 ist er gemeinsam mit Elisabeth Skale Leiter des Departments für Theorie, Geschichte und Kultur an der „Wiener Psychoanalytischen Akademie“. Hier hat er vor allem zweijährige Lehrgänge für „Strukturale Psychoanalyse (Lacan u. a.)“ sowie die Veranstaltungsreihe „Psynema – Psychoanalyse, Film, Kino“ in Kooperation mit „Synema – Gesellschaft für Film und Medien“ eingerichtet. Ebenfalls seit 2007 leitet August Ruhs eine psychosoziale Beratungsstelle für Studenten der Akademie der Bildenden Künste Wien. Seit 1992 ist er Mitherausgeber der Zeitschrift „texte. psychoanalyse. ästhetik. kulturkritik“ (Passagen Verlag). Seine zahlreichen Publikationen und Bücher stammen aus den Bereichen der klinischen, theoretischen und angewandten Psychoanalyse mit besonderer Berücksichtigung von Kunst- und Filmanalysen sowie kulturtheoretischen Konzeptionen.

## Werk
In seinem Bestreben, sich nach dem Medizinstudium der Psychiatrie zuzuwenden, kam Ruhs durch seine zwei Auslandsaufenthalte in den USA und in Frankreich mit der Psychoanalyse und insbesondere mit der strukturalen Psychoanalyse von Jacques Lacan in engeren Kontakt. In Bezug auf letztere bemühte er sich ab 1980 um ihre Rezeption und Verbreitung im deutschsprachigen Raum und vor allem in Österreich. Diesem Zweck diente auch das Internationale Seminar: „Psychoanalyse und Strukturalismus - Freud und Lacan“, das August Ruhs gemeinsam mit den Philosophen Andreas Pribersky, Leonhard Schmeiser und Walter Seitter 1986 und 1987 im Wiener Institut francais und am Institut für Wissenschaft und Kunst (IWK) organisierte. In den insgesamt elf Wochenendseminaren mit Vorträgen, Diskussionen und Workshops kamen als Gäste die wichtigsten Vertreter sowohl der französischen als auch der deutschsprachigen Lacan-Schule zu Wort.
In diesem Zusammenhang und angeregt durch Jacques-Alain Miller gründeten August Ruhs und Walter Seitter im November 1989 die Neue Wiener Gruppe/Lacan-Schule mit ihren beiden Sektionen „Ästhetik“ und „Klinik“, denen sich 2010 die Sektion „Logik“ hinzugesellte. In diesem Rahmen fanden nach der eröffnenden Seminarveranstaltung zahlreiche Symposien und Workshops mit internationaler Beteiligung statt. Besondere Erwähnung verdient die Konzeption und Planung der 2001 durchgeführten Veranstaltungsreihe „100 Jahre Jacques Lacan“ mit zwei Ausstellungen („Diesseits und jenseits des Traums“, Charim-Galerie Wien und Sigmund-Freud-Museum Wien; Ko-kuratorin Brigitte Huck), zwei Symposien („Passages à l’acte - Ans Werk!“ und „Paris-Wien-Paris / Freud und Lacan“) und der Filmwoche „Voilà du propre – Frauen räumen auf“ (Filmhaus am Spittelberg, Wien).
Deutlich an den Lehren Freuds und Lacans orientiert sind Ruhs‘ Arbeiten auf dem psychoanalytischen Feld von den Bemühungen getragen, einerseits die Balance zwischen klinischer, theoretischer und angewandter Psychoanalyse zu wahren und andererseits den nicht auflösbaren Verknüpfungen und Interdependenzen zwischen den therapeutischen, kulturtheoretischen und gesellschaftskritischen Dimensionen der Psychoanalyse Rechnung zu tragen. Im Bestreben, psychoanalytisches Gedankengut und insbesondere die deutschsprachige Lacan-Rezeption auf verschiedenen Vermittlungsebenen zu fördern, wird auch das Anliegen deutlich, klinisch bzw. psychiatrisch relevante Fragen stets im Kontext gesellschaftlicher und politischer Orientierungen und Neuverhandlungen zu betrachten. Deren Zusammenhänge mit Kunst und insbesondere bildender Kunst sowohl auf den Ebenen von Ästhetik, unbewussten Motivationszusammenhängen, Produktionsbedingungen und Rezeptionsfragen finden in zahlreichen traditionellen und digitalen Publikationen ihren Ausdruck.
Das Hinterfragen starrer Grenzziehungen ist auch die Grundlage für die von Ruhs mit Nachdruck vertretene Bestimmung der Lehre Freuds als einer Relativitätstheorie im Bereich der Wissenschaften vom Unbewussten: Relativität hinsichtlich der Kategorien von Normalität und Pathologie, Relativität hinsichtlich der Grenzen zwischen Vergangenheit, Gegenwart und Zukunft, Relativität im Hinblick auf die Gegensätzlichkeit von Individuum und Gesellschaft. Dabei wird aber auch die Selbstständigkeit der Psychoanalyse als spezifische Disziplin betont und gegen Vereinnahmungstendenzen durch andere Wissenschaften und Paradigmen wie etwa den Neurowissenschaften verteidigt.
Die Verankerung in psychoanalytischer Praxis und Theorie bestimmt auch die Tätigkeit von Ruhs auf dem Gebiet des Psychodramas. So hat er ab etwa 1980 in mehrjähriger Arbeit mit zahlreichen Therapie- und Ausbildungsgruppen eine eigenständige Form psychoanalytisch orientierten Psychodramas entwickelt, das sich schließlich unter dem Namen Wiener Modell der Psychodramatischen Gruppenanalyse zu einer kleinen Schule entwickelt hat („Zentrum für Analytisches Psychodrama Wien“).

## Berufspolitik
Als Vorsitzender der Tiefenpsychologisch/Psychoanalytischen Dachgesellschaft setzte sich August Ruhs ab 1996 für die Anerkennung der Psychoanalyse und der ihr verwandten Psychotherapieverfahren als eigenständige Krankenversicherungsleistung ein. Tatsächlich bestand bis 2012 eine Vereinbarung mit österreichischen Krankenkassen, wodurch relativ großzügig langdauernde und hochfrequente Behandlungen teilweise bis vollständig vergütet wurden. 
Um die Psychoanalyse in Wien auch universitär stärker zu verankern, bemühte sich August Ruhs mit einer Gruppe von Psychoanalytikern und Philosophen, an der Universität Wien zwei Erweiterungscurricula für Psychoanalyse einzurichten, welche allen Bachelor-Studenten offenstehen und einen Teil ihres Studiums abdecken sollten. Der erste Teil dieser seit 2008 bestehenden Einrichtung gehört regelmäßig zu den drei am häufigsten gewählten Lehrangeboten aus einer Zahl von über 80 Erweiterungscurricula.

## Auszeichnungen
- 2017: Österreichisches Ehrenkreuz für Wissenschaft und Kunst I. Klasse[15]
- 2018: Goldenes Ehrenzeichen für Verdienste um das Land Wien[16]